# Ferocactus viridescens
Ferocactus viridescens es una especie de planta de la familia de las cactáceas. Es originaria de México.

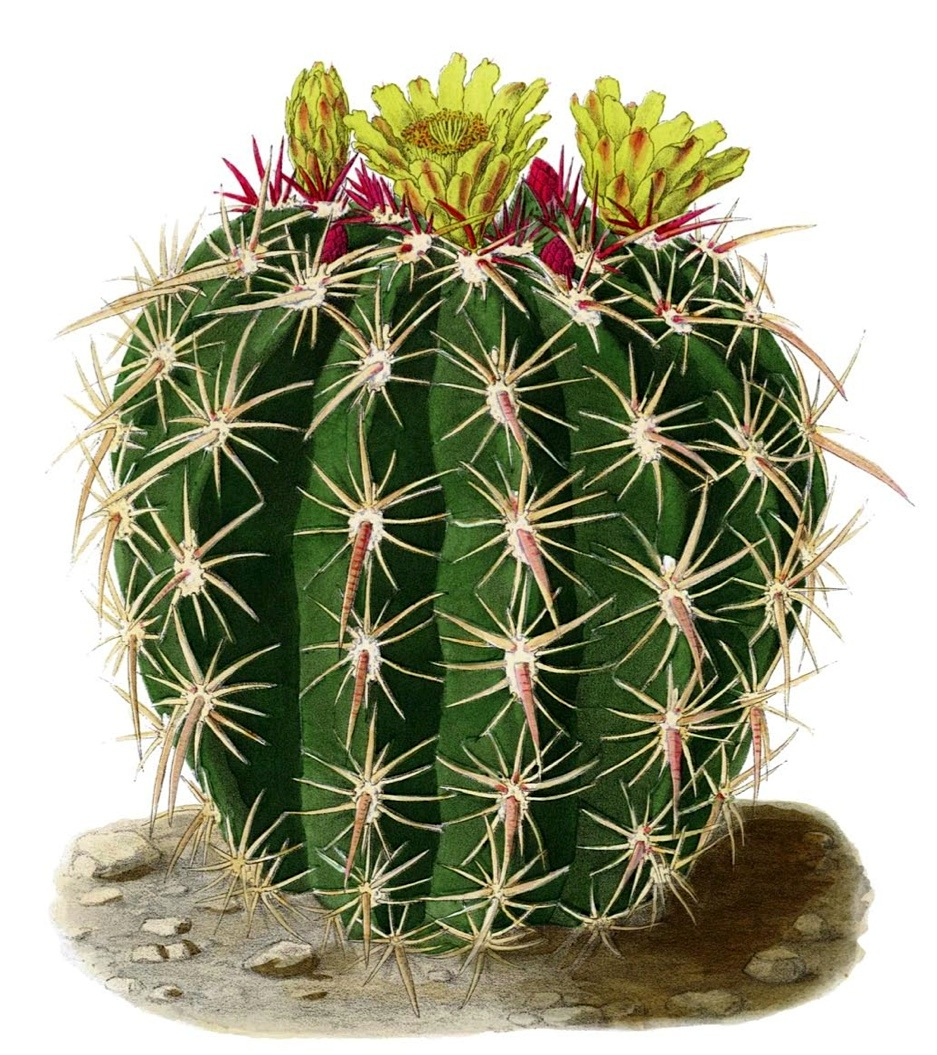
Ilustración

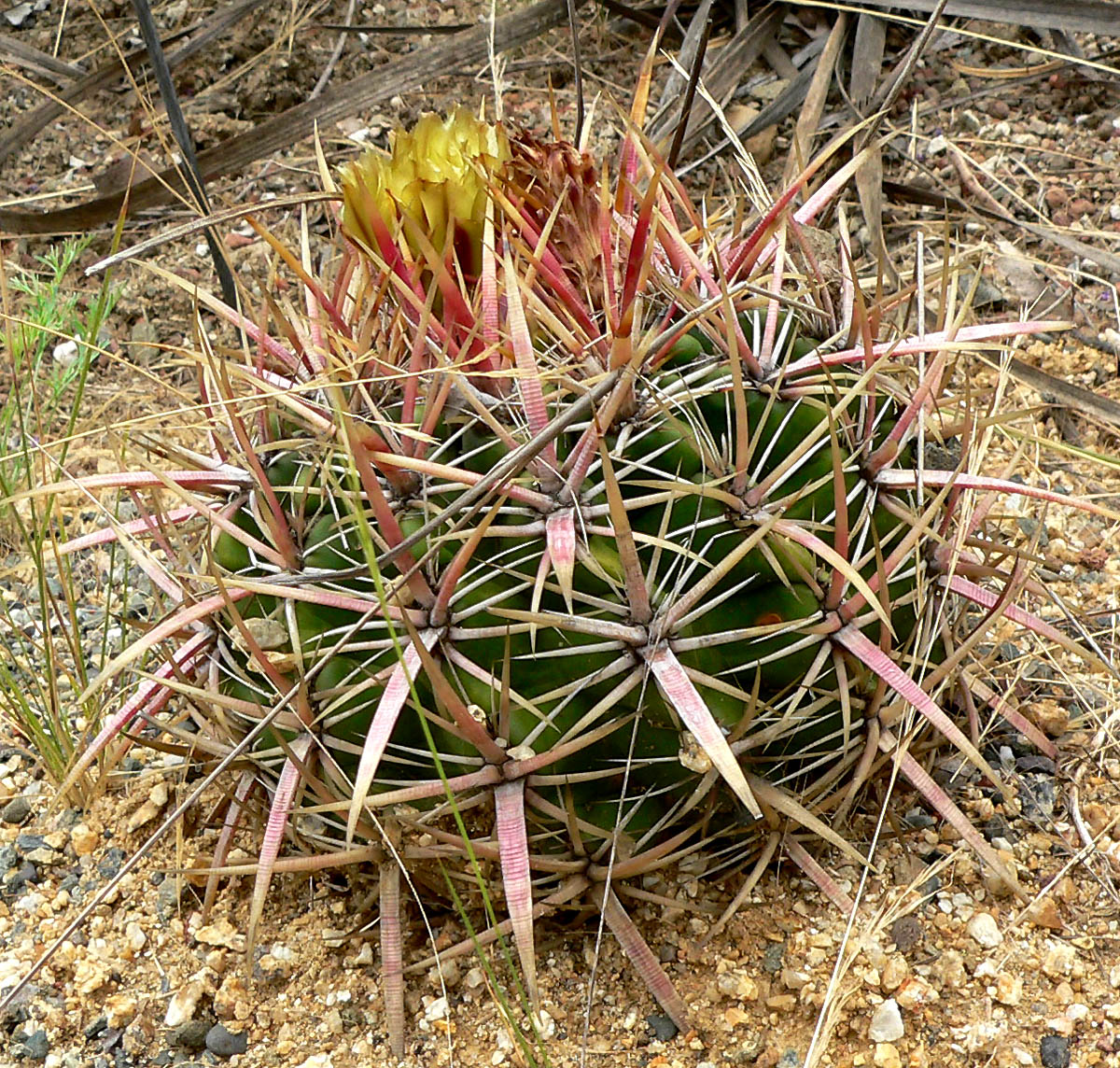
Vista de la planta en su hábitat

## Descripción
Se trata de una planta que crece sobre todo solitaria y alcanza alturas de hasta 30 centímetros y el mismo diámetro. Los tallos son esféricos o cilíndricos de color verde oscuro. Tiene 13-34  costillas, con espionas de color amarillento a rojizo que se vuelven grises con la edad. Las cuatro a nueve espinas centrales son transversales y están inclinadas, pero no en forma de gancho y alcanzan hasta 5 centímetros de largo. Algunas de las espinas centrales son planas o se dan la vuelta. Las 8-25 espinas radiales son casi tan fuertes como las espinas centrales. Las flores en forma de campana, de color verde amarillento crecen hasta una longitud de hasta 5 centímetros y tienen un diámetro de hasta 6 cm. El fruto es de 3,5 centímetros de largo, al principio de color verde o rojo y más tarde se vuelven amarillos.

## Distribución
Ferocactus viridescens se encuentra en los Estados Unidos en California, y el estado mexicano de Baja California.

## Taxonomía
Ferocactus viridescens fue descrita por (Nutt. ex Torr. & A.Gray) Britton & Rose y publicado en The Cactaceae; descriptions and illustrations of plants of the cactus family 3: 140, en el año 1922.
Etimología
Ferocactus: nombre genérico que deriva del adjetivo latíno "ferus" = "salvaje" , "indómito" y "cactus", para referirse a las fuertes espinas de algunas especies.
El epíteto específico viridescens significa llegar a ser verde o verde, refiriéndose al color de la planta.
Variedades
- Ferocactus viridescens var. littoralis G.E.Linds.
- Ferocactus viridescens var. viridescens

Sinonimia
- Echinocactus californicus Monv. ex Labour.
- Echinocactus limitus Engelm. ex J.M.Coult.
- Echinocactus orcuttii Engelm. ex Orcutt
- Echinocactus viridescens Nutt.
- Ferocactus californicus (Monv. ex Labour.) Borg
- Ferocactus orcuttii (Engelm. ex Orcutt) Britton & Rose
- Ferocactus viridescens var. littoralis G.E.Linds.
- Ferocactus viridescens subsp. littoralis (G.E.Linds.) F.Wolf & R.Wolf
- Ferocactus viridescens var. orcuttii (Engelm. ex Orcutt) G.Unger
- Ferocactus viridescens subsp. orcuttii (Engelm. ex Orcutt) F.Wolf & R.Wolf
- Melocactus viridescens Nutt. ex Teschem.[2][3][4]